# صرف صحي شامل موجه من قبل مجتمع
الصرف الصحي الشامل الموجه من قبل المجتمع، هو نهج يُستخدم بشكل رئيسي في البلدان النامية لتعزيز الصحة العامة والنظافة في المجتمع. يرتكز على إجراء تغيير تلقائي وطويل الأمد لسلوك المجتمع بأكمله. هدف الصرف الصحي الشامل الموجه مجتمعيًا هو إنهاء قضاء الحاجة في العراء. المصطلح «إيقاد الشرارة» أساسي لعملية الصرف الصحي الشامل الموجه مجتمعيًا، إذ يشير إلى طرق إيقاد شرارة اهتمام المجتمع بإنهاء قضاء الحاجة في العراء، عادة عن طريق بناء مراحيض بسيطة، مثل مراحيض الحفر. يتضمن نظام الصرف الصحي الشامل الموجه مجتمعيًا إجراءات تؤدي إلى زيادة احترام الذات وفخر الفرد بمجتمعه. وينطوي أيضًا على إثارة شعور العار والاشمئزاز حول سلوكيات قضاء الحاجة في العراء.

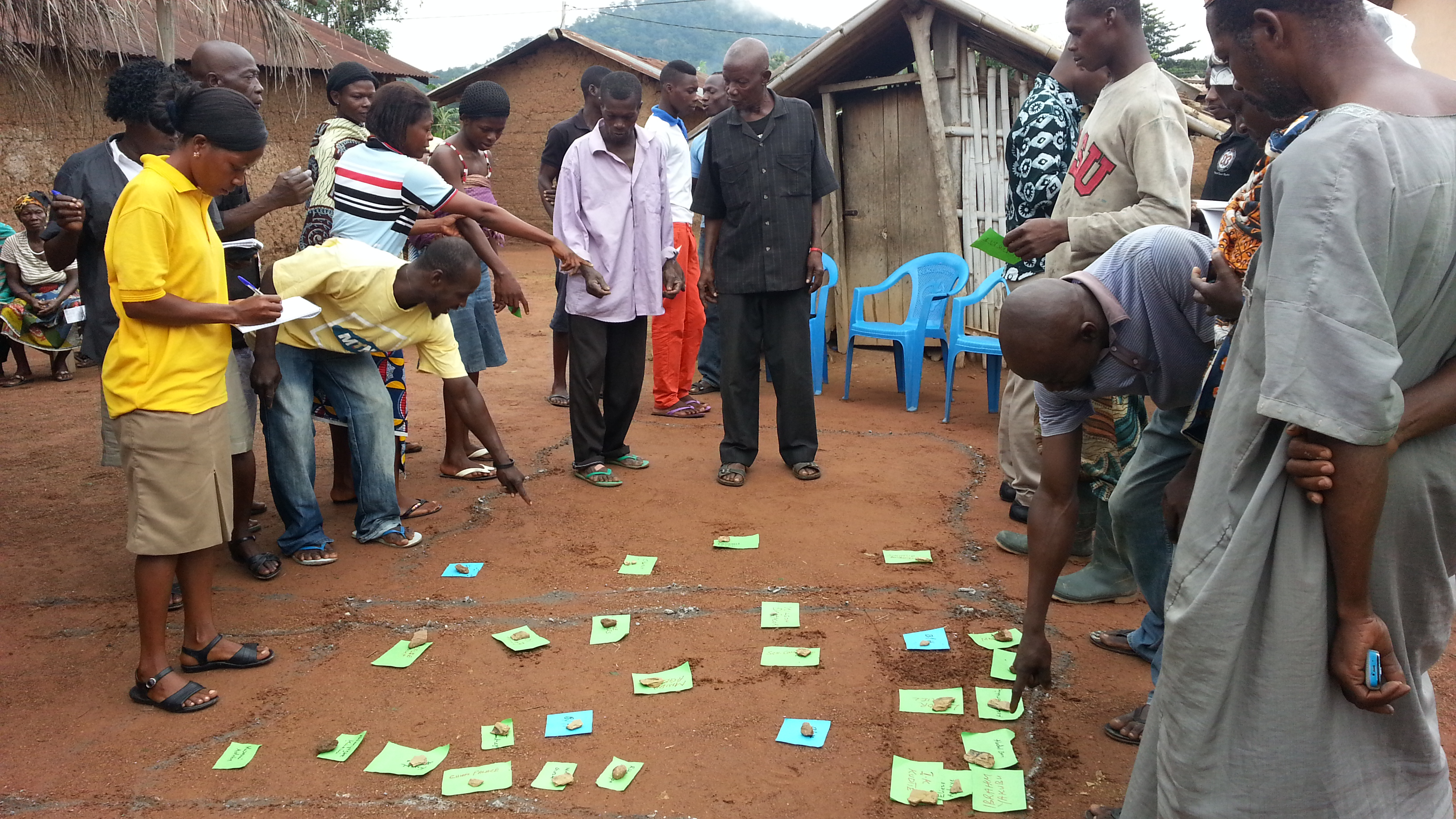
عملية إطلاق مشروع صرف صحي موجه من المجتمع: أفراد المجتمع في غانا يرسمون خريطة التغوط في العراء لمجتمعهم

طُوّر هذا المفهوم في عام 2000 تقريبًا من قبل كمال كار للمناطق الريفية في بنغلاديش. أصبحت عملية الصرف الصحي الشامل الموجه مجتمعيًا مقاربة راسخة في عام 2011. كانت المنظمات غير الحكومية غالبًا في المقدمة عندما يُقدّم الصرف الصحي الشامل الموجه مجتمعيًا لأول مرة في بلد ما. قد تُميز الحكوماتُ المحلية المجتمعاتِ عن طريق وضع سمة «خالية من قضاء الحاجة في العراء» عليها. لم يتضمن المفهوم الأصلي الصرف الصحي الشامل الموجه مجتمعيًا إعانات مالية للمراحيض عن قصد، لأنها قد تعيق هذه العملية.
يُمارَس الصرف الصحي الشامل الموجه مجتمعيًا في 53 دولة على الأقل. وكُيّف أيضًا لكي يطابق معايير السياق الحضري. وطُبّق على إعدادات الحالات الهشة بعد الطوارئ.
تشمل التحديات المرتبطة بنظام الصرف الصحي الشامل الموجه مجتمعيًا خطر حدوث انتهاكات لحقوق الإنسان داخل المجتمعات، وتدني معايير المراحيض، ومخاوف بشأن معدلات الاستخدام على المدى الطويل. يتوافق هذا النظام من ناحية المبدأ مع النهج القائم على حقوق الإنسان في الصرف الصحي ولكن هناك أمثلة على الممارسات السيئة المرتكبة باسم الصرف الصحي الشامل الموجه مجتمعيًا. يُعد التدريب الأكثر صرامة لممارسي هذا النظام والموظفين الحكوميين العاملين في مجال الصحة العامة والقادة المحليين على قضايا مثل الوصمة والوعي بالمعايير الاجتماعية وأوجه عدم المساواة الموجودة مسبقًا أمرًا مهمًا. يجب أن يستفيد الأشخاص المحرومون من برامج هذا النظام على نحو فعال مماثل لاستفادة الأشخاص غير المحرومين.

## تعريفات
قضاء الحاجة في العراء هو ممارسة التغوط في العراء، بدلًا من استخدام المرحاض.
مصطلح «خالٍ من قضاء الحاجة في العراء» هو مصطلح أساسي لبرامج الصرف الصحي الشاملة التي يقودها المجتمع. وهذا يعني في المقام الأول القضاء على قضاء الحاجة في العراء في المجتمع بأكمله. ومع ذلك، يمكن أن يتضمن المصطلح أيضًا معايير إضافية، مثل:
- تعتبر المراحيض أو المراحيض المنزلية صحيةً، وتوفر الاحتواء الآمن للبراز، وتوفر الخصوصية وسقفًا لحماية المستخدم، أو تملك غطاءً لتغطية الفتحة، أو غطاءً مائيًا للمراحيض.
- يستخدم جميع أفراد الأسرة وجميع أفراد المجتمع هذه المراحيض.
- وجود مرفق لغسل اليدين بالماء أو الصابون أو الرماد في مكان قريب ويستخدم بانتظام.

قد تتضمن المعايير الأكثر صرامة التي قد تكون مطلوبة قبل منح المجتمع سمة «خالٍ من قضاء الحاجة في العراء» ما يلي:
- مياه شرب آمنة مع مخازنها.
- الصحة الغذائية.
- التخلص من المياه الرمادية.
- تدبير النفايات الصلبة.
- توفير دورات المياه للمدارس والأسواق والعيادات الطبية أو زوار المجتمع.

## نظرة عامة
يركز نظام الصرف الصحي الشامل الموجه من قبل المجتمع على التغيير السلوكي على مستوى المجتمع، بدلًا من مجرد بناء المرحاض. ترفع هذه العملية الوعي بأنه طالما استمرت الأقلية في قضاء الحاجة في العراء، فإن الجميع معرّض لخطر الإصابة بالأمراض. يستخدم النظام أساليبًا يقودها المجتمع، مثل رسم الخرائط التشاركية وتحليل المسارات بين البراز والفم (انتقال الأمراض من البراز إلى الفم)، كوسيلة لتدريس المخاطر المرتبطة بقضاء الحاجة في العراء.
تُستخدم وسيلة تسمى «إيقاد الشرارة» لدفع الناس إلى التصرف. يحدث هذا على مدار يوم مع فريق من المُيسِّرين. يزور الفريق مجتمعًا يُعرف بأنه يمارس قضاء الحاجة في العراء ويشجع القرويين على إدراك وضعهم الصحي. هذا يهدف إلى إثارة الاشمئزاز لدى المشاركين، ويساعد المُيسِّرون المشاركين على التخطيط لمرافق الصرف الصحي المناسبة.
يعد استخدام المصطلح «غائط» (أو أي من الكلمات الدارجة الأخرى المستخدمة محليًا) أثناء مناسبات «إيقاد الشرارة» أو أثناء إلقاء العروض التقديمية -بدلًا من البراز أو الخروج- جانبًا متعمدًا لنهج نظام الصرف الصحي الشامل الموجه مجتمعيًا، لأنه من المفترض أن يكون منهجًا عمليًا ومباشرًا وصريحًا بدلًا من محادثة أكاديمية نظرية.
يُمارس نظام الصرف الصحي الشامل الموجه من قبل المجتمع في 53 دولة على الأقل. وليكون ناجحًا على المدى الطويل، يجب أن يُعامل هذا النظام كجزء من إستراتيجية المياه والصرف الصحي والنظافة بدلًا من أن اعتباره حلًا وحيدًا لتغيير السلوك.

### المراحل

#### ما قبل إيقاد الشرارة
ما قبل إيقاد الشرارة هو العملية التي يُحدّد خلالها ما إذا كانت المجتمعات مناسبة لتدخل نظام الصرف الصحي الشامل الموجه مجتمعيًا. يتضمن ذلك زيارات وتمحيص عدد من المعايير المختلفة، تُستخدم لتحديد المجتمعات التي من المحتمل أن تستجيب جيدًا لمرحلة الإيقاد. خلال مرحلة ما قبل الإيقاد، يقدم المُيسِّرون أنفسهم لأفراد المجتمع ويبدؤون ببناء علاقة معهم.

#### إيقاد الشرارة
ينص «دليل الصرف الصحي الشامل الموجه مجتمعيًا» من عام 2008 على عدم وجود «طريقة واحدة» للتحفيز في النظام. يُعطى تسلسل تقريبي للخطوات يمكن اتباعه في هذا الدليل. يُشجَّع المُيسِّرون على تعديل وتغيير الأنشطة حسب الوضع المحلي.
يشير دليل اليونيسف المعتمد لاستخدام الصرف الصحي الشامل الموجه مجتمعيًا في سيراليون إلى الخطوات التالية لعملية إيقاد الشرارة:
- زيارة المجتمع، مع التأكيد أن الزيارة هي من أجل معرفة وضع الصرف الصحي الخاص بهم
- تيسير «تخطيط كاكا»: الذي يتضمن رسم المواقع الرئيسية في القرية ثم المواقع الرئيسية لقضاء الحاجة
- التظاهر بالمغادرة
- القيام بـ«مشية العار»: المشي مع المجتمع إلى مواقع التغوط في العراء
- أخذ قطعة من البراز ووضعها في كيس
- وضع البراز على الأرض أمام المجتمع ومناقشة طريقة انتقال الذباب بين الطعام والبراز
- انتظار الإدراك الصادم بأن أفراد المجتمع يأكلون براز بعضهم البعض بشكل غير مباشر
- وضع بعض البراز في زجاجة ماء وسؤال المجتمع عما إذا كانوا سيشربونها
- حساب كمية البراز التي تنتج يوميًا والسؤال عن المكان الذي تؤول إليه
- الإشعال
- انتظار ظهور «القادة الطبيعيين» للعمل معهم من أجل وضع خطة عمل.

فكرة عملية الإيقاد هي تحفيز الاشمئزاز لدى القرويين من خلال التمثيل المادي لمشكلات الصرف الصحي. في مرحلة «الإشعال»، من المتوقع أن يدرك القرويون أن هناك مشكلة صحية حقيقية وأنهم بحاجة إلى فعل شيء حيال ذلك. القادة الطبيعيون هم أشخاص من المجتمع يشاركون في العملية ويُنظر إليهم على أنهم أشخاص قادرون على إحداث تغيير.
لا يُعتبر الخزي والاشمئزاز حافزًا عالميًا يؤدي إلى إيقاد شرارة المجتمعات. بدلًا من ذلك، يُعد تحسين الصحة والكرامة والفخر من الدوافع الأكثر تأثيرًا.

## بعد الإيقاد
بعد استجابة إيجابية لمرحلة الإشعال، يعمل ميسِّرو المنظمات غير الحكومية مع المجتمعات المحلية لتقديم خدمات الصرف الصحي من خلال توفير معلومات وتوجيهات مناسبة لوضعهم المحلي.
هناك العديد من التحديات التي تحدث في مرحلة ما بعد الإيقاد. تتعلق هذه التحديات بشكل أساسي بتزويد أجهزة المراحيض المتينة وذات الأسعار المعقولة والدعم الفني في تركيب المراحيض. قد يحتاج مالكو المرحاض إلى تعليمات حول كيفية تحسين مرافق الصرف الصحي وغسل اليدين وتحسينها باستخدام مواد محلية.

## الإعانات المالية
لم يتضمن المفهوم الأصلي لنظام الصرف الصحي الشامل الموجه مجتمعيًا إعانات مالية للمراحيض. كان مؤيدو النظام في ذلك الوقت يعتقدون أن إثارة تغيير السلوك في الأشخاص وحدهم سيكون كافيًا لقيادتهم إلى تولي وضع الصرف الصحي الخاص بهم، بما في ذلك دفع تكاليف بناء المراحيض الخاصة بهم. ولكن، لم يكن هذا هو الحال دائمًا.